# Luigi Poggi (velejador)
Luigi Mino Poggi (Génova, 11 de março de 1906 — 19 de abril de 1972) foi um velejador italiano, campeão olímpico. Ele competiu nos Jogos Olímpicos de Verão de 1936 na classe 8 Metre e conquistou a medalha de ouro na disputa a bordo do Italia com Giovanni Reggio, Bruno Bianchi, Luigi De Manincor, Domenico Mordini e Enrico Poggi. Em 1948, ele terminou em oitavo como tripulante do barco Ciocca II na prova da classe 6 Metre.